# Machaerium violaceo-purpureum
Machaerium violaceo-purpureum är en ärtväxtart som beskrevs av Edmond Placide Duchassaing de Fontbressin och Wilhelm Gerhard Walpers. Machaerium violaceo-purpureum ingår i släktet Machaerium och familjen ärtväxter. Inga underarter finns listade i Catalogue of Life.